# Giangiacomo Feltrinelli Editore
Giangiacomo Feltrinelli Editore, nota semplicemente come Feltrinelli, è una casa editrice italiana, fondata nel 1954 da Giangiacomo Feltrinelli.

## Storia
(Giangiacomo Feltrinelli)

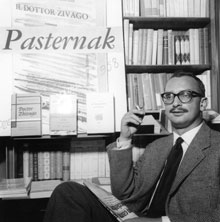
Giangiacomo Feltrinelli alla presentazione della traduzione italiana de Il dottor Živago.

La casa editrice Giangiacomo Feltrinelli Editore nacque alla fine del 1954 a Milano da Giangiacomo Feltrinelli, sulle ceneri della Cooperativa del Libro Popolare, che era stata promossa da Feltrinelli stesso. Egli ha fondato poi la collana Universale Economica.
Già nel 1949 Feltrinelli aveva dato vita alla Biblioteca Giangiacomo Feltrinelli per lo studio della storia contemporanea e i movimenti sociali, trasformata prima in istituto e successivamente nella Fondazione.
I libri controversi pubblicati gli causarono anche più di un processo; pubblicò autori del terzo mondo, letteratura politica e romanzi che fecero scandalo, come quelli di Henry Miller e due capolavori letterari di rilievo internazionale: nel 1957 "Il dottor Živago" di Boris Pasternak - pubblicato tra mille difficoltà - e, nel 1958, "Il Gattopardo" di Giuseppe Tomasi di Lampedusa, che vinse il Premio Strega.
Giorgio Bassani ne è stato direttore editoriale.
Il primo tentativo di commercio elettronico da parte del gruppo Feltrinelli risale all'ottobre 1999, quando in compartecipazione aziendale con Kataweb (gruppo l'Espresso) venne inaugurata la libreria virtuale Zivago.com, ma l'iniziativa fallì due anni dopo, quando il 27 settembre del 2001 il sito venne chiuso e la società venne messa in liquidazione.
Nel 2005 è stata costituita la holding EFFE 2005 - Gruppo Feltrinelli SpA che riporta sotto la sua ala sia la società Giangiacomo Feltrinelli Editore S.r.l. sia le Librerie LaFeltrinelli; nel 2007 è stato lanciato l'e-commerce LaFeltrinelli.it.
A luglio 2023 viene annunciata la nascita del nuovo marchio editoriale chiamato Feltrinelli Gramma, diretto da Giuseppe Russo, ex direttore editoriale della casa editrice Neri Pozza, i cui primi volumi saranno in libreria dalla primavera 2024.
A luglio 2024 la casa editrice Feltrinelli entra nell'azionariato di Adelphi rilevando il 10 % della società dalla famiglia Pellizzi.

## Premi letterari

### Premi Campiello
- 1994 - Antonio Tabucchi, Sostiene Pereira
- 1995 - Maurizio Maggiani, Il coraggio del pettirosso
- 1998 - Cesare De Marchi, Il talento
- 2008 - Benedetta Cibrario, Rossovermiglio
- 2014 - Stefano Valenti, La fabbrica del panico (Campiello Opera Prima)
- 2015 - Enrico Ianniello, La vita prodigiosa di Isidoro Sifflotin (Campiello Opera Prima)
- 2018 - Rosella Postorino, Le assaggiatrici
- 2024 - Federica Manzon, Alma

### Premi Strega
- 1959 - Giuseppe Tomasi di Lampedusa, Il Gattopardo
- 1995 - Mariateresa Di Lascia, Passaggio in ombra
- 2001 - Domenico Starnone, Via Gemito
- 2005 - Maurizio Maggiani, Il viaggiatore notturno
- 2014 - Giuseppe Catozzella, Non dirmi che hai paura (Strega Giovani)
- 2025 - Andrea Bajani, L'anniversario
  - Andrea Bajani, L'anniversario (Strega Giovani)

## Collane
Alcune delle principali collane edite da Feltrinelli:
- Comete
- Gialli Feltrinelli K 350
- I Canguri
- I Narratori
- Impronte
- Le Stelle
- Materiali (1960 - 1982)
- Nuovi materiali (1974-1983)
- Serie Bianca
- Storia della musica Feltrinelli
- Storia Universale Feltrinelli
- Tagli
- Universale Economica Feltrinelli (1949 - in attività)
- Zoom

## Marchi editoriali
La Giangiacomo Feltrinelli Editore Srl, oltre alla casa di produzione Eskimosa, è proprietaria dei seguenti marchi editoriali:
- Feltrinelli Scuola
- Kowalski
- Vita
- Urra
- Feltrinelli Gramma

È inoltre proprietaria della società IF Idee Editoriali Feltrinelli srl, la quale possiede le seguenti case editrici:
- Apogeo
- Gribaudo
- Crocetti Editore
- SEM

Attraverso la holding EFFE 2005 - Gruppo Feltrinelli SpA, oltre alla casa editrice omonima il Gruppo Feltrinelli controlla anche le case editrici:
- Marsilio Editori SpA
  - Sonzogno
  - Marsilio Arte
- Feltrinelli Education
- Donzelli editore
- Anagrama
- Edigita

## Fondazione Feltrinelli
Nata inizialmente come "Biblioteca Giangiacomo Feltrinelli" nel 1949, nel 1974 si trasforma in Fondazione Giangiacomo Feltrinelli. Dal 2016 ha sede in via Pasubio 5, in uno spazio dove oltre agli uffici della Fondazione e della casa editrice Feltrinelli, e al suo patrimonio storico d’archivio, sono presenti anche una libreria specializzata in saggistica, uno spazio multifunzionale e una sala di lettura.